# Krzyżówki (Grande-Pologne)
Pour les articles homonymes, voir Krzyżówki.
Krzyżówki est une localité polonaise de la gmina de Koźminek, située dans le powiat de Kalisz en voïvodie de Grande-Pologne.